# 늦기 전에
"늦기 전에"는 1971년 공개된 대한민국의 영화이다.

## 배역
- 신영균
- 김지미